# Ás Inimigo
Ás Inimigo é de propriedade da DC Comics a história fala sobre as aventuras de um qualificado, mas problemático aviador alemão, Hans von Hammer, na Primeira e Segunda Guerra Mundial.